# Drillia dakarensis
Drillia dakarensis is een slakkensoort uit de familie van de Drilliidae. De wetenschappelijke naam van de soort is voor het eerst geldig gepubliceerd in 1956 door Knudsen.